# 기린초등학교 방동분교
기린초등학교 방동분교는 대한민국 강원도 인제군에 있었던 공립 초등학교다.

## 학교 연혁
- 1954.05.01 기린초등학교 방동분교장 개교
- 1964.03.05 방동국민학교로 승격
- 1985.09.01 병설유치원 인가
- 1996.03.01 방동초등학교로 개칭
- 1999.03.01 기린초등학교 방동분교장으로 격하
- 2003.11.06 교사동 4실 증개축
- 2016.09.01 제 33대 정연길 교장선생님 부임
- 2018.02.09 제 51회 초등학교 졸업(연 1,116명)
- 2022.03.25 폐교